# Alain Faure (historien)
Pour les articles homonymes, voir Alain Faure et Faure.
Alain Faure, né le 23 octobre 1944 à Vif (Isère), est un historien, biographe et écrivain spécialisé dans l'histoire du Dauphiné.

## Biographie
Alain Faure est né à Vif, en Isère, et y a vécu toute sa vie. Il a suivi ses cours de secondaire au lycée Champollion de Grenoble.
Il est membre de Patrimoines de l'Isère et de la Société des écrivains dauphinois. Il est aussi membre associé de l'Académie Delphinale de Grenoble ainsi que de l'association vifoise Champollion à Vif, qui participe à la promotion du Musée Champollion.
Spécialisé dans l'histoire du Dauphiné, il a publié de nombreux travaux sur l'histoire locale et le patrimoine du canton de Pont-de-Claix, ainsi que sur les frères Jacques-Joseph et Jean-François Champollion.
Membre fondateur de l'association des Amis de la Vallée de la Gresse (fondée en 1977, qui participe à la préservation du patrimoine historique et culturel de la région sud du Dauphiné), il fait partie des rédacteurs récurrents d'articles pour leur bulletin historique, Pour ne pas oublier.
En 2005, sa biographie Champollion : le savant déchiffré, est récompensée par l'Académie française avec le prix Diane Potier-Boès. En 2020, le livre est réédité par Fayard.

## Œuvre

### Ouvrages
- La Révolution dans le canton de Vif, 1987
- Champollion : le savant déchiffré, Fayard, 2004
- Champollion et le secret des hiéroglyphes, bande dessinée co-écrite avec Jean Prost et dessins de Gilbert Bouchard, Glénat, 2009
- Sur les traces de Champollion, photographies de Sylvie Chappaz, AutresTemps éditions, 2012[6]

### Revue
- Musée Champollion : Aux origines de l'égyptologie, Collectif Champollion, Beaux Arts Magazine, 2021[7]

### Prix littéraire
- 2005 : prix Diane-Potier-Boès pour Champollion : le savant déchiffré.